# Lorenzo de Garralda
Lorenzo de Garralda (Nagore - Molucas 1644) fue un misionero franciscano español destinado en las islas Molucas, (Indonesia).
Aprendió la lengua de los indígenas para su evangelización y el 10 de agosto de 1644 fue  martirizado y asesinado  por tribus  moluqueñas.
Su cadáver reposa en el convento franciscano de Manila.

## Biografía
Nació a comienzos del siglo XVII en Nagore, población en el Pirineo Navarro al norte de España. 
Estudió la carrera eclesiástica y optó por el hábito franciscano. Desarrolló su labor pastoral en las islas Malucas y en otras zonas del Extremo Oriente.
La descripción de su martirio descrita por su compañero fue la siguiente:  "Así como los vio (a los indios), se hincó de rodillas con las manos puestas, y pidió que lo hiciesen su esclavo. Ellos, haciendo burla y escarnio de él, le dieron una puñalada y no lo mataron.  Y así, levantándole el hábito, le dieron una lanzada, que lo pasó de banda a banda. Y luego le cortaron la cabeza y llevaron al pueblo con grandes fiestas y cantos a sus dioses falsos por la victoria que les habían dado. Luego le pusieron en un palo con su hábito y capilla en medio de la plaza, y bailaron alrededor de su santa cabeza, un año justo, con grandes fiestas y cantos a sus dioses, los hombres cargados de rosas y las mujeres desnudas de la cintura arriba y con crises y puñales en las manos, y todo el año, muy grandes gastos de comidas y sacrificios a sus falsos dioses".